# NGC 6008B
NGC 6008B је лентикуларна галаксија у сазвежђу Змија која се налази на NGC листи објеката дубоког неба.
Деклинација објекта је + 21° 4' 33" а ректасцензија 15h 53m 8,2s. Привидна величина (магнитуда) објекта NGC 6008 износи 14,3 а фотографска магнитуда 15,3. NGC 6008B је још познат и под ознакама MCG 4-37-54, CGCG 136-112, ARAK 488, PGC 56301.